# Gules

Gules.

En heráldica, gules (usado siempre en plural) es la denominación del color rojo vivo. De entre los esmaltes heráldicos, pertenece al grupo de los colores, junto con el azur (azul), el sable (negro), el sinople (verde) y el púrpura.

## Sinónimos
Este esmalte también ha sido llamado gola, goles, güella, rosicler, color sangre, y sanguino o sanguíneo (por influencia del esmalte inglés sanguine, de color rojo oscuro).

## Etimología
El término «gules» proviene del francés antiguo goules, ‘cuello de piel [roja]’, plural de gole, guele, ‘garganta’, del latín gula, ‘garganta’. El filólogo Joan Corominas atribuye el nombre de este esmalte heráldico a la costumbre de adornar los cuellos de los mantos con trozos de piel de la garganta de la marta, teñidos de rojo. Ciertamente algunas canciones de gesta medievales describen este tipo de prendas: el Roman de Raoul de Cambrai (siglo X), por ejemplo, habla de «gules de marta», y el Aye d’Avignon, de gules de armiño; mientras que un texto en latín, al describir una prenda de armiño, reza circa collem et circa manus rubris gulis præparatam (‘preparada en torno del cuello y de las muñecas con tiras rojas de piel’).
Históricamente se propusieron otras etimologías. Una de ellas sugería que «gules» podía provenir del francés gueules, ‘fauces’, debido al color rojo del interior de la boca de las fieras cuando devoran a su presa; otra proponía que se originaba en términos similares de diversas lenguas de Oriente Medio y de Asia (árabe, persa, turco, hebreo), como gul, ghiul o gulude, que designarían directa o indirectamente al color rojo.

## Historia
La adopción del término «gules» en heráldica está ligada al desarrollo histórico de esta disciplina. El lenguaje del blasón, que permite describir armerías adecuadamente (blasonar), comenzó a desarrollarse en el siglo XII. De esa etapa formativa de la heráldica se conservan, en romances franceses, descripciones de escudos donde el gules es llamado simplemente vermeil (‘bermejo’) o rouge (‘rojo’).

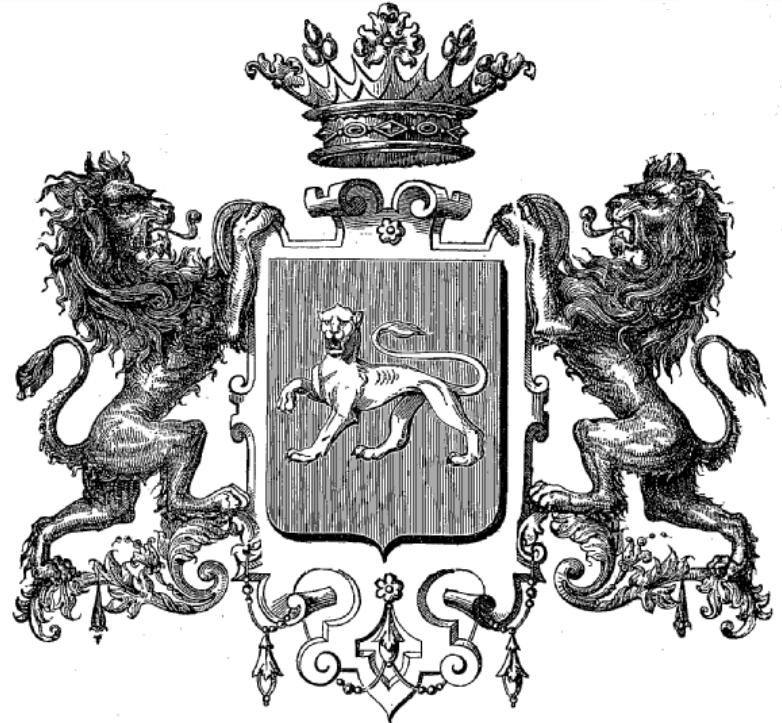
En este grabado, las líneas verticales sobre el fondo del escudo indican que el campo del mismo es de gules. (Armas del marqués de Bréhan, 1883).

Hacia mediados del siglo XIII, sin embargo, los armoriales comienzan a tipificar el lenguaje heráldico, y en ellos el color rojo es llamado «gules» con cierta consistencia, aunque el lenguaje del blasón se estandarizaría en el siglo XVI.
En los inicios de la heráldica, entre los siglos XII y XIII, el gules era el esmalte más empleado: el historiador Michel Pastoureau halló que aparecía en el 60 % de las armerías europeas.
La adopción del término «gules» por parte de la lengua castellana data de 1603. En el pasado también se utilizaron, en lugar de «gules», adjetivaciones de color como roxo, rojo y colorado.

## Representación
El gules no se encuentra definido con exactitud. En consecuencia, el tono y el matiz de rojo a emplear para representarlo quedan a criterio del artista heráldico. Se recomienda, sin embargo, que el rojo sea intenso y fiel a su naturaleza; no debe inclinarse demasiado hacia el naranja, el violeta, el marrón ni el rosa.
Cuando no se dispone de colores, el gules puede representarse mediante un rayado muy fino de líneas verticales paralelas, según el método atribuido al jesuita Silvestre Pietra Santa. Este es el método de representación que se ve comúnmente en grabados a una tinta.

## Ejemplos de uso
Siguen cuatro ejemplos antiguos y notables del uso del gules.

La «Señal Real» o «barras de Aragón», antiguo escudo del Reino de Aragón; data de alrededor de 1150.
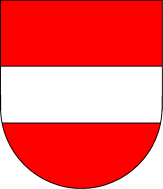
Escudo de la antigua dinastía austríaca Babenberg, hoy parte del escudo de Austria; data al menos del siglo XIII.
Escudo de Inglaterra utilizado entre 1198 y 1340; actualmente se encuentra cuartelado en las armas del Reino Unido.
Escudo de la comuna suiza de Morens, con campo y tres rosas de gules, estas sobre un palo de plata.

### Figuras animales escorchadas
Los animales que se blasonan como «escorchados» se representan de gules. Escorchado, en el caso de los cuadrúpedos, significa que el animal está desollado, y en el caso de las aves, que está desplumada.

## Nombres, atribuciones y significados en desuso
Hacia el inicio del Renacimiento se desarrolló un sistema de correspondencias simbólicas para los colores heráldicos que hoy se encuentra en desuso.
Es de notar que hacia 1828 este sistema era considerado absurdo por el heraldista inglés William Berry, aunque el español Francisco Piferrer, en 1858, lo comenta como si todavía fuese válido.
Si bien Jean Courtois, Heraldo Sicilia del Reino de Aragón, menciona en su tratado Le blason des couleurs (1414) que cualquiera de estas asociaciones del gules puede usarse para blasonar, en la práctica es posible que solamente se hayan usado el sistema planetario y el sistema de piedras preciosas. Para Alberto y Arturo García Caraffa (1919), el blasonado con gemas correspondía a los títulos y el de planetas a los soberanos.
Arthur Fox-Davies cita un ejemplo de blasonado con piedras preciosas que data de 1458.
Debajo se dan algunas de las antiguas correspondencias simbólicas del gules, así como algunos de los nombres que se le atribuyeron.
| Nombres «griegos»                | carcomme, coccinne, truty |
| Otros nombres                    | bélico, bermellón, color de sangre, escarlata                                                                                                   |
| Metal                            | el hierro, el cobre, el latón |
| Planeta                          | Marte |
| Piedra preciosa                  | el rubí, el granate piropo, el coral |
| Signo del Zodíaco                | Aries, Escorpio, Cáncer |
| Elemento                         | el fuego |
| Estación del año                 | el verano, el otoño |
| Mes                              | marzo, octubre, junio, julio |
| Día de la semana                 | el martes, el miércoles |
| Números                          | 3 y 10 |
| Árbol                            | el cedro |
| Flor                             | el clavel, la rosa roja |
| Ave                              | el pelícano |
| Edad del hombre                  | la edad viril |
| Complexión humana                | colérica, sanguínea |
| Virtudes teologales y cardinales | la caridad, la justicia |
| Virtudes y cualidades mundanas   | la nobleza, la magnanimidad, la audacia, la valentía, el amor, la alegría, la victoria, el ardid, el honor, el furor, el vencimiento con sangre |
| Obligaciones del portador        | defender a los agraviados por falta de justicia                                                                                                 |